# 13. listopada
13. listopada (13. 10.) 286. je dan godine po gregorijanskom kalendaru (287. u prijestupnoj godini).
Do kraja godine ima još 79 dana.

## Događaji
- 54. – Rimskog cara Klaudija otrovala je supruga Agripina kako bi joj sin Neron postao car.
- 1307. – Kralj Filip IV. uhitio je sve francuske templare, navodno zbog krivovjerja. Red je raspušten pet godina kasnije.
- 1399. – Henrik IV. okrunjen za engleskog kralja.
- 1917. – U portugalskoj Fatimi dogodilo se "čudo Sunca".
- 1923. – Ankara postaje glavni grad Turske.
- 1944. – Počela Bitka za Koprivnicu.
- 1990. – osnovana Hrvatska narodna stranka.
- 1991. – Bezuspješno pokušana deblokada Vukovara.
- 1991. – Ratni zločin i etničko čišćenje u Širokoj Kuli kod Gospića. Lokalni pobunjeni Srbi ubili i četrdesetero Hrvata.
- 2000. – Zastupnički dom Hrvatskog državnog sabora donio Deklaraciju o Domovinskom ratu.

| - 1874. – Jožef Klekl političar, pisac i svećenik, koji je htio autonomiiju Slovenskoj krajini (Prekmurju) († 1948.) - 1893. – Luka Kaliterna, hrvatski nogometaš i trener, jedan od osnivača Hajduka iz Splita († 1984.) - 1921. – Yves Montand, francuski šansonijer i glumac († 1991.) - 1925. – Margaret Thatcher, britanska političarka - 1931. – Prerad Detiček, hrvatski kornist i glazbeni pedagog († 2018.) - 1967. – Hannu Lintu, finski dirigent - 1971. – Sacha Baron Cohen, britanski komičar i glumac - 1973. – Ivan Anušić, hrvatski političar - 1977. – Robert Kurbaša, hrvatski glumac - 1982. – Ian James Thorpe, australski plivač - 1983. – Gonzalo García, španjolski nogometni trener i igrač - 1994. – Cyprien Sarrazin, francuski alpski skijaš | - 54. – Klaudije, rimski car (* 10. pr. Kr.) - 1706. – Iyasu I. Veliki, etiopski car (* 1682.) - 1942. – Emilija Holik, hrvatska liječnica (* 1906.) - 1955. – Aleksandrina da Costa, portugalska blaženica i mističarka (* 1904.) - 1989. – Merab Kostava, gruzijski disident, glazbenik i pjesnik (* 1939.) - 1998. – Bojan Pečar, srbijanski rock-glazbenik, basist EKV-a (* 1960.) - 2009. – Ivan Đuranec, hrvatski rukometaš (* 1942.) |

## Blagdani i spomendani
- Aleksandrina da Costa
- Eduard III. Ispovjednik
- Teofil Antiohijski